# Barbitania

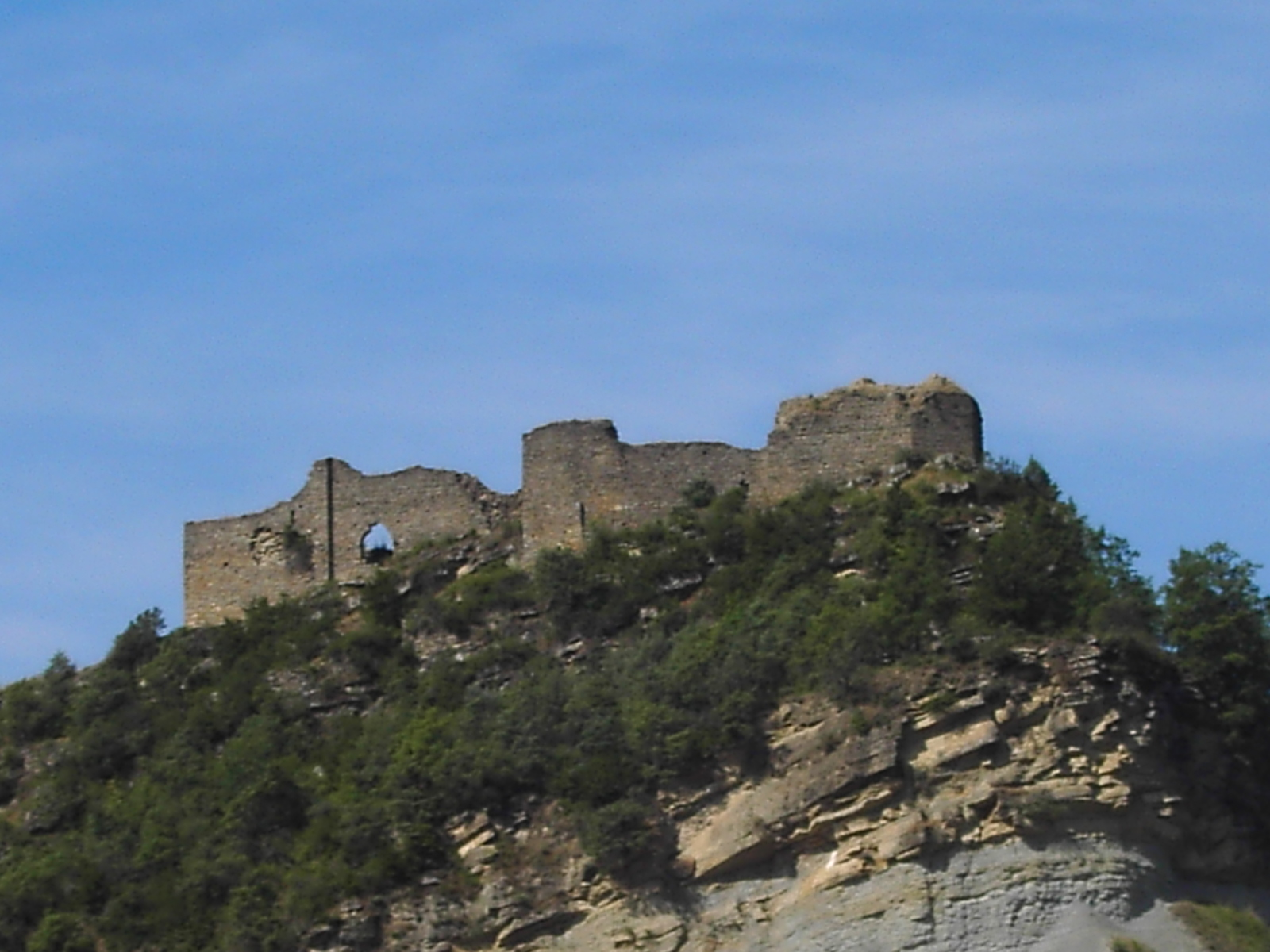
El castillo de Boltaña, el límite norte de la Barbitania.

La Barbitania (o también Barbotania o Barbotana,) era una cora o distrito de la Marca Superior de al-Ándalus, que se extendía por la zona nororiental de la actual provincia de Huesca, entre las coras de Huesca y de Lérida. También es conocido con el nombre de Barbitania el territorium dependiente del antiguo Magnum Municipium Flavium Singilense Barbitanum, al sur del conventus astigitanus de la provincia Bética romana, hoy comarca de Antequera, en el centro de Andalucía.

## Geografía
La Barbitania musulmana tenía como capital Barbastro, una medina fortificada,  e incluía además los castillos de Boltaña y Alquézar y el pueblo de Selgua. La Barbitania se convirtió en un dique frente a los cristianos, protegiendo el valle del Ebro de los ataques de estos. La Barbitania es descrita como una ciudad fuerte, hermosa, y bien abastecida.

## Historia
El nombre del distrito podría derivar del de una población romana llamada Barbotum que podría haberse situado en el Monte Cillas, Coscojuela de Fantova, donde se han encontrado restos de una villa o ciudad romana que pudiera haber sobrevivido hasta mediados del siglo V.  Otros autores piensan que el nombre corresponde a la localidad de Boltaña.

El primer gobernante conocido de la Barbitania oscense fue Jalaf ibn Rashid, que había vivido en el castillo de Antasar, y que la gobernó conjuntamente con la cora de Huesca del 802 al 862. Jalf ibn Rashid construyó la ciudad de Barbastro, que se convertiría en la capital de sus dominios, alrededor de lo que antes había sido solo un castillo. Su hijo Abd Allah ibn Jalaf ibn Rasid le sucedió, obteniendo la obediencia de la mayor parte del legado de su padre, y gobernó por veintiún años.. Abd Allah fue asesinado cuando visitaba Monzón, con lo que comenzó un periodo de conflicto casi permanente en la Barbitania, en el que el control de la cora fue unas veces local y otras conjunto con Huesca o Lérida, llegando incluso a aliarse el gobernante de la Barbitania con el Rey de Pamplona y el Conde de Pallars para atacar a la cora de Lérida.

Entre los siglos X in XII, los castillos, poblaciones y tierras de la Barbitania fueron conquistados por los Reyes de Pamplona y los de Aragón, incorporándose al Condado de Sobrarbe aquellos al norte de la Sierra de Guara y al dominio real los de la vertiente sur. Boltaña fue conquistada antes del 941. En el año 1064 un fuerte ejército cristiano conquistó Barbastro, matando o haciendo cautivos a gran parte sus pobladores, pero los musulmanes recuperaron la ciudad nueve meses después. Alquèzar pudo ser tomada alrededor del mismo tiempo y permaneció en manos de los aragoneses. Barbastro volvió a ser conquistada por los aragoneses en el año 1101, quedando entonces bajo el control de Aragón de forma definitiva.

## Nota
1. ↑  «La conquista árabe y el condado de Sobrarbe».
2. ↑  «Barbotania, Barbotanos, Barbotum». Archivado desde el original el 6 de septiembre de 2016. Consultado el 28 de mayo de 2018.
3. ↑  ar-Rawd al-Mitar, 1956, p. 249.
4. ↑  Levi-Provençal, 1950, p. 208-209.
5. ↑  Al-Udri, 1967, p. 510.
6. 1 2  ar-Rawd al-Mitar, 1956, p. 360.
7. ↑  Navarro, 2000, p. 248.
8. ↑  Navarro, 2000, pp. 264-265.
9. ↑  Levi-Provençal, 1938, p. 50.
10. ↑  Al-Udri, 1967, pp. 512-514.
11. ↑  Al-Udri, 1967, p. 514.
12. ↑  Al-Udri, 1967, p. 529.
13. ↑  Al-Udri, 1967, p. 523.
14. ↑  Al-Udri, 1967, p. 489.
15. ↑  ar-Rawd al-Mitar, 1956, pp. 249-250.
16. ↑  Durán Gudiol, 1979, p. 32.
17. ↑  Zurita, 1979.